# Belzgasse 12 (Braunfels)

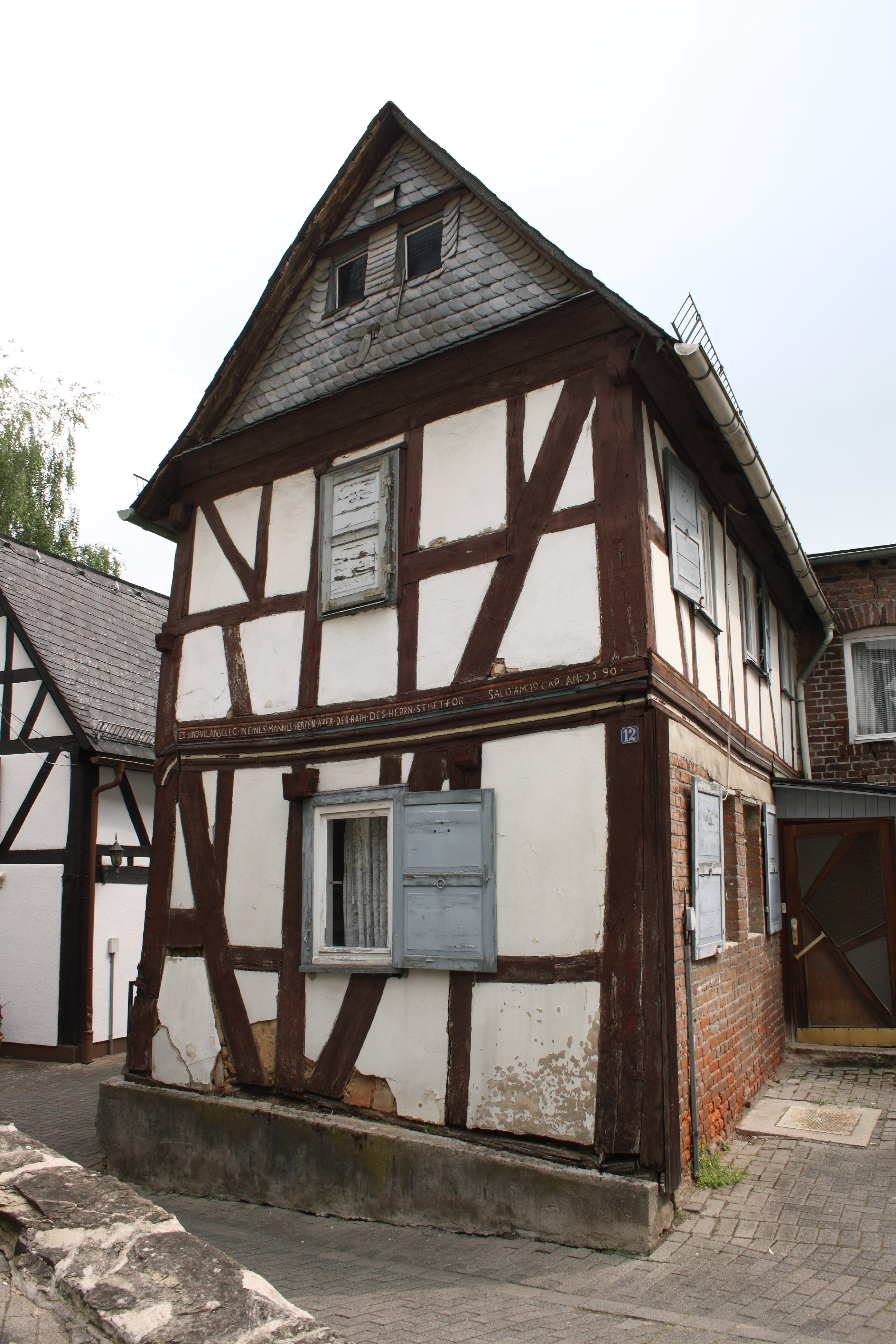
Haus Belzgasse 12 in Braunfels

Das Gebäude Belzgasse 12 in Braunfels, einer Stadt im hessischen Lahn-Dill-Kreis in Deutschland, wurde 1590 errichtet. Das Fachwerkhaus ist ein geschütztes Baudenkmal.

## Beschreibung
Das kleine giebelständige Haus gehört zu den wenigen Gebäuden, die den großen Brand von 1679 überdauert haben. Es ist inschriftlich auf 1590 datiert. Damit ist das Haus einer der ältesten Fachwerkbauten im Altkreis Wetzlar. Es ist in Ständerbauweise mit überblatteten Riegeln und mit in die Horizontalhölzer eingreifenden Streben errichtet.